# Orquesta Sinfónica de Guayaquil
La Orquesta Sinfónica de Guayaquil (OSG) es el ensamble orquestal más antiguo de la ciudad de Guayaquil. Se creó mediante decreto legislativo del 4 de noviembre de 1949, y era originalmente dependiente de la Casa de la Cultura Ecuatoriana, Núcleo Guayas. Desde 1970 pasó a ser un ente independiente, con su propia estructura administrativa. Desde 2009, su sede permanente es el Teatro Centro Cívico Eloy Alfaro.

## Directores
- David Harutyunyan (2002-2017)
- Dante Santiago Anzolini (2017-2023)
- Íñigo Pirfano (2023- Actualidad)